# Cratere Yunan
Yunan è un cratere sulla superficie di Encelado.